# قاضی نذرالاسلام
قاضی نذرالاسلام (بنگالی: কাজী নজরুল ইসলাম) (انگلیسی: kazi nozrul islam)؛ زاده ۲۴ مه ۱۸۹۹ – درگذشته ۲۹ اوت ۱۹۷۶) شاعر، نویسنده، موسیقیدان و انقلابی در جنوب آسیا بود. او شاعر ملی بنگلادش است. او با نام نذرال، آثار زیادی از جمله شعر و موسیقی با موضوعاتی که شامل اعتقاد مذهبی و شورش علیه ستم بود را منتشر کرد. فعالیت سیاسی نذرال برای عدالت اجتماعی و سیاسی باعث شد او را به عنوان «شاعر شورشی» بشناسند(بنگالی: বিদ্রোহী কবি بنگالی: বিদ্রোহী কবি بنگالی: বিদ্রোহী কবি بنگالی: বিদ্রোহী কবি؛ بیدری کوبی). آهنگ‌های او سبک ژانر آوانگارد Nazrul Sangeet (موسیقی نذرلی) را تشکیل می‌دهند. نذرالاسلام و آثار او به همان اندازه در بنگلادش و هند، به ویژه در کشورهای بنگالی هند مانند بنگال غربی، بخش‌های آسام و Tripura، جشن گرفته می‌شود.
نذرال در یک خانواده مسلمان قاضی بنگالی متولد شد، تحصیلات دینی را زمانی که به عنوان یک مرد جوان به عنوان یک موزیسین در یک مسجد محلی کار می‌کرد فرا گرفت. او در مورد شعر، درام و ادبیات در حالی که با گروه تئاتر روستایی Letor Dal کار می‌کرد یادمی‌گرفت. او در سال ۱۹۱۷ به ارتش هند بریتانیایی پیوست. پس از خدمت در ارتش هند بریتانیا در خاورمیانه (مبارزات بین‌النهرین) در طول جنگ جهانی اول، نذرال خود را به عنوان روزنامه‌نگار در کلکته تأسیس کرد. او را مورد انتقاد قرار راج بریتانیا و از طریق آثار شاعرانه خود را به نام برای انقلاب، مانند "از Bidrohi" ("বিদ্রোহী"، 'شورشی') و "Bhangar Gaan های" ("ভাঙার গান"، 'آواز تخریب')، و همچنین در Dhumketu («دنباله دار») منتشر شده‌است. فعالیت ناسیونالیستی او در جنبش استقلال هند منجر به حبس مکرر وی توسط مقامات استعماری انگلیس شد. در حالی که در زندان، نذرال "Rajbandir Jabanbandi" ("রাজবন্দীর জবানবন্দী"، "رسوب یک زندانی سیاسی") را نوشت. نوشته‌های او به شدت الهام بخش بنگالی‌های پاکستان در طول جنگ آزاد سازی بنگلادش بود.
نوشته‌های نذرال موضوعاتی مانند آزادی، بشریت، عشق و انقلاب را مورد بررسی قرار دادند. او با تمام اشکال تعصب و بنیادگرایی مخالف بود، از جمله مذهب، کاست و مبتنی بر جنس. نذرال داستان‌های کوتاه، رمان‌ها و مقالات را نوشت، اما برای اشعار و آهنگ‌های او بیشتر شناخته شده‌است. او برای اولین یار به زبان بنگالی غزل سرود. او همچنین شناخته شده‌است که در آثار او با کلمات عربی، فارسی و سانسکریت برای ایجاد اثرات ریتمیک تجربه کرده‌است.
نذرال برای تقریباً ۴٬۰۰۰ آهنگ ترانه و موسیقی نوشت را (که بسیاری در HMV و پرونده‌های گرمسیری ثبت شده) نوشتند و موسیقی را تشکیل می‌دادند که به‌طور کلی به نام نصرالدین گیتی شناخته می‌شود . در سال ۱۹۴۲ در سن ۴۳ سالگی، او از یک بیماری ناشناخته رنج می‌برد، از دست دادن صدای خود و حافظه. یک تیم پزشکی در وین این بیماری را به عنوان Morbus Pick انتخاب کرد بیماری نادری ناشناخته غیرقابل درمان است. این باعث شد که بهداشت نذرال به‌طور پیوسته کاهش پیدا کند و مجبور شود او را در انزوا در هند زندگی کند. او همچنین در چندین سال در بیمارستان روان پزشکی رانچی (Jharkhand) پذیرفته شده‌است. طبق دعوت دولت بنگلادش نذرال و خانواده اش در سال ۱۹۷۲ به داکا نقل مکان کردند. او چهار سال بعد در ۲۹ اوت ۱۹۷۶ در بنگلادش فوت کرد.

## عقاید دینی
نذرالاسلام مسلمان به دنیا آمد، اما به قدری درگیر تکثر دینی بود که از دید عوام تنها به عنوان یک کثرت گرای مغرور تلقی می شد. او در سال 1920 در جوگ بنی سرمقاله ای درباره کثرت گرایی مذهبی نوشت:
بیا برادر هندو! بیا مسلمون! بیا بودایی! بیا مسیحی! بیایید از همه موانع عبور کنیم، بیایید برای همیشه از همه کوچکی ها، همه دروغ ها، همه خودخواهی ها دست بکشیم و برادران را برادر بخوانیم. ما دیگر دعوا نخواهیم کرد— 
او در مقاله دیگری تحت عنوان مسلمان-هندو که در گنابانی در 2 سپتامبر 1922 منتشر شد، نوشت که نزاع های مذهبی بین کشیشان و امامان است نه بین مسلمان و هندو. او نوشت که پیامبران به دارایی گروهها تبدیل شده اند، اما باید با آنها مانند نوری رفتار کرد که متعلق به همه هستند.

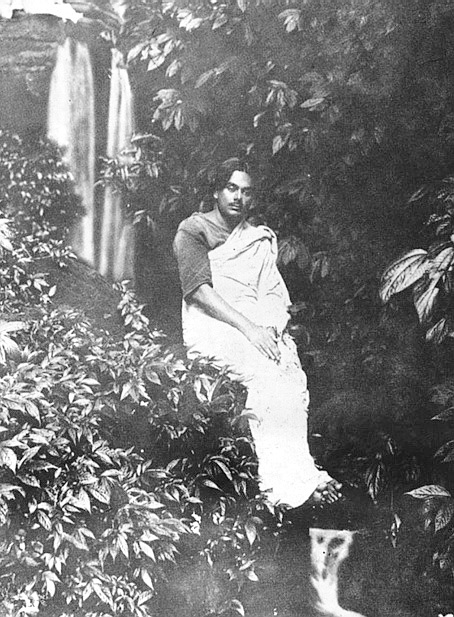
Kazi Nazrul Islam in Sitakunda, Chittagong District in 1929.

نذرالاسلام تعصب مذهبی را مورد انتقاد قرار داد و آن را شیطانی و ذاتاً غیردینی خواند. او درباره برابری انسان ها نوشت. به بررسی فلسفه قرآن و محمد (ص) پرداخت. سراجول اسلام چودوری، منتقد ادبی بنگالی و استاد بازنشسته دانشگاه داکا، نذرالاسلام را با ویلیام باتلر ییتس مقایسه کرده است، زیرا اولین شاعر مسلمانی است که تصویرسازی و نمادگرایی از شخصیت های تاریخی مسلمان مانند قاسم بن حسن، علی  عمر ، کمال پاشا و محمد طرح کرد. تقبیح او از افراط گرایی و مخالفت با بدرفتاری با زنان، باعث محکومیت او توسط بنیادگرایان مسلمان و هندو شد که با دیدگاه های لیبرال او در مورد دین مخالف بودند.

## نمونه اشعار

### شعر فقر
ای فقر، تو مرا بزرگ کردی
تو مرا مانند مسیح گرامی داشتی
با تاج خار بر سرم. که تو به من دادی
شجاعت برای فاش کردن همه چیز را به تو مدیونم
چشمان گستاخ، برهنه و زبان تیز من
نفرین تو ویولن مرا تبدیل به شمشیر کرد
ای قدیس مغرور، آتش مهیب تو بهشت مرا بایر کرده است
ای فرزندم عزیزم حتی یک قطره شیر هم نتوانستم به تو بدهم
حق ندارم شاد باشم
فقر برای همیشه در جلوی درب خانه من گریه می کند
به عنوان همسر و فرزندم
چه کسی فلوت را خواهد نواخت ؟